# Jane Menelaus
Jane Menelaus (n. Australia, 1959) es una actriz australiana.

## Carrera
Tras licenciarse en la Universidad de Londres, Menelaus hizo numerosas obras de teatro como Troilo y Crésida  (1987), Cuento de invierno o La importancia de llamarse Ernesto (1989), estas dos últimas junto a Geoffrey Rush.
En cine ha participado en películas como The Dish, El foco de la tempestad o Quills (2000), donde curiosamente hizo de la esposa del Marqués de Sade, interpretado por Rush. En 1992, participó en una adaptación de La importancia de llamarse Ernesto.

## Vida personal
Desde 1988 está casada con el actor Geoffrey Rush, con quien tiene una hija, Angélica (1993), y un hijo, James (1995). En 2003 fue operada de cáncer de mama.